# Краковяк
Краковя́к (пол. Krakowiak) — польский быстрый танец в 2/4; форма двухколенная, ритм острый, с частыми синкопами.
Мелодия оживлённого характера, часто имеет акцент на второй восьмой в такте, которая синкопируется с третьей. Исполняется весело, темпераментно, с горделивой осанкой. В танце обычно чётное количество пар, а музыка исполняется народными инструментами.

## История
Возник среди краковяков — жителей Краковского воеводства. В XIV веке получил распространение в шляхетской среде. В старину его танцевали только мужчины, позднее — мужчина в паре с женщиной. В XIX веке был популярным бальным танцем.
Краковяк, получивший художественную обработку, встречается в балетной и оперной музыке («Жизнь за царя» М. И. Глинки, «Бахчисарайский фонтан» Б. В. Асафьева). Тема краковяка использована Ф. Шопеном в его Рондо для фортепиано с оркестром.

## Виды
Существует два варианта исполнения танца:
Краковяк народно-сценический
Народно-сценический вариант краковяка исполняется парами, но часто в него включают общие фигуры (круг, звезда, и др.). Движения танца в большинстве построены на различных прыжках, исполняются они легко и пластично.
Основные движения народного танца:
- галоп
- подскоки
- основной ход
- «кшесаны» (высекание)
- тройной притоп
- голубец с притопом
- голубец с шагом
- приставные шаги на месте
- поворот на месте парой
- ключ

Краковяк бальный

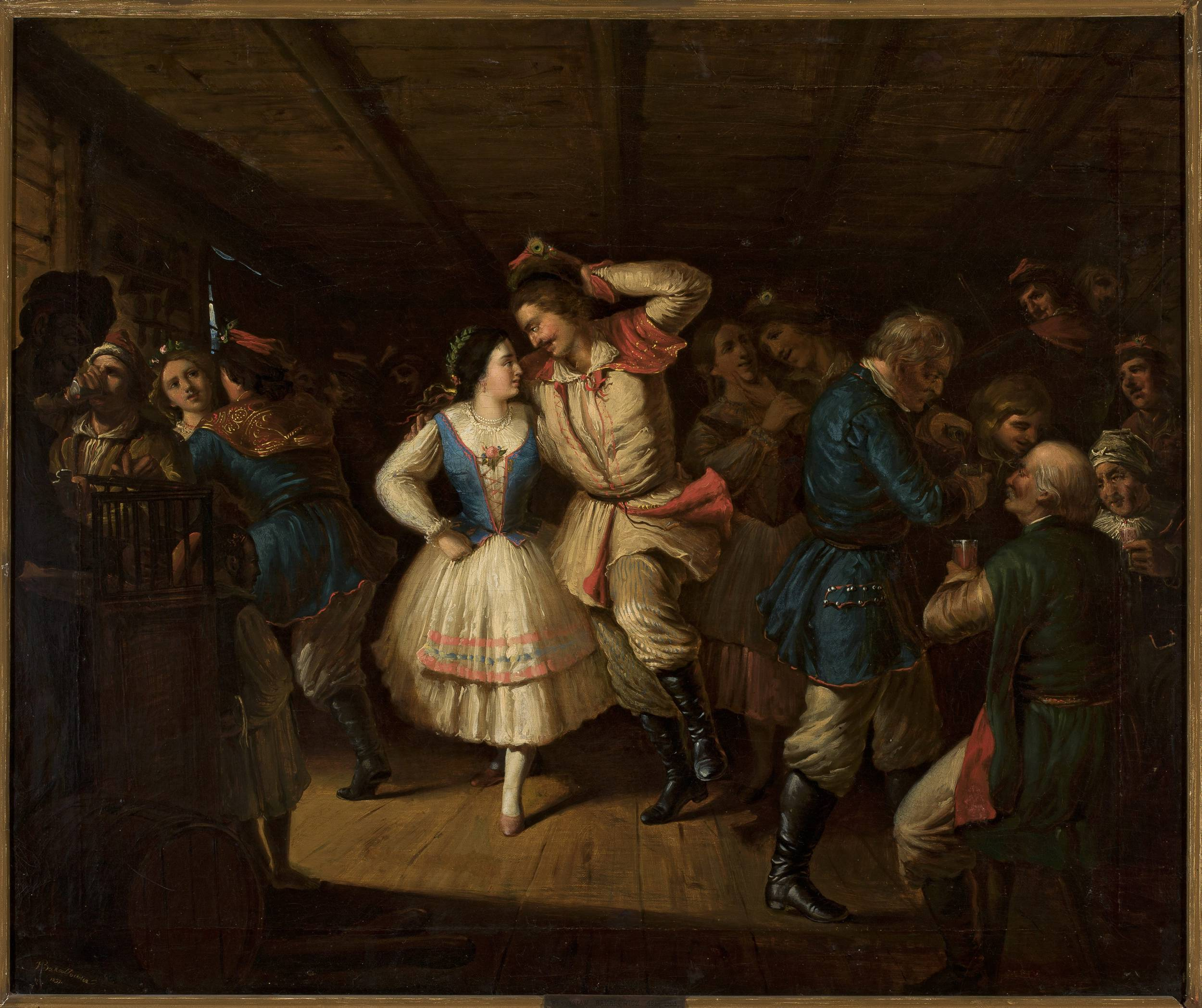
«Краковяк»
(художник Владислав Бакалович)

Бальный вариант краковяка, разработанный русским танцмейстером Н. Гавликовским, за время своего существования претерпел множество изменений и в итоге стал популярным историко-бытовым танцем.